# Троцкий: Политический портрет
«Троцкий: Политический портрет» — книга Дмитрия Волкогонова, опубликованная в двух томах в 1992 году. Является частью цикла «Политический портрет» и первой всеобъемлющей биографической работой о Льве Троцком, принадлежащей перу российского автора — историка и, одновременно, сотрудника Министерства обороны СССР. Основана на анализе ранее засекреченных архивных материалов, но при этом содержит множество фактических ошибок.
Работа Волкогонова, преимущественно, была «встречена в штыки» как критиками, «верными традиции ненавидеть Троцкого», так и российскими «апологетами троцкизма». Является второй частью трилогии «Вожди» («Сталин», «Троцкий», «Ленин»), за которую автор был удостоен Государственной премии Российской Федерации в области просветительской деятельности (посмертно, 1995).
Переведена на английский и немецкий языки, причём английское издание стало бестселлером и вызвало полемику среди западных исследователей Троцкого и советологов: мнения о книге разнились от «выдающейся» до «предвзятой» и «устаревшей». Сравнение с биографической трилогией Дойчера также приводило разных авторов к взаимоисключающим суждениям.

## Описание
Произведение разбито на две книги: первая, состоящая из четырёх глав, описывает жизнь наркома с момента рождения до периода его участия во внутрипартийной борьбе в СССР в 1920-е годы; вторая, состоящая из трёх глав, заканчивается убийством Троцкого и последовавшими за этим событиями. Обширная библиография собрана по главам в конце каждой из книг; там же приведена и «биографическая хроника» с кратким изложением основных событий в жизни революционера.
Вводная часть книги доводит до сведения читателя, что Лев Троцкий «погиб от руки сталинского агента более полувека назад» (на 1992 год). Далее автор, написавший до этого биографию Сталина, освещает ряд основных аспектов деятельности Льва Троцкого и причины её опасности для Иосифа Виссарионовича, а также описывает причины их соперничества — ответы на вопросы о взаимоотношениях двух видных советских руководителей и составляют основное содержание произведения:
Сталину хватило пяти лет, чтобы сделать одного из героев революции её полным изгоем.
Жанр книги определён самим автором не как научная биография, а как «политический портрет», предполагающий, что «„портретист“ вправе по своему усмотрению» интерпретировать реальные события прошлого — «видеть… как художник». Многие разделы книги содержат эпиграфы из произведений Николая Бердяева. Финальная часть, данная вместо заключения, называется «Пленник идеи».
В 2011 году, в рамках серии «10 вождей» книга была переиздана крупнейшими российскими издательствами, причём одним томом и под заглавием «Троцкий. „Демон революции“».

## Критика

### Критика русского издания

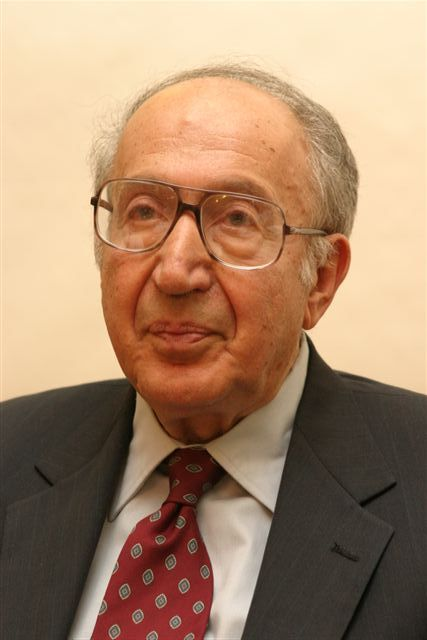
Ричард Пайпс в 2004 году

Юрий Фельштинский и Георгий Чернявский — авторы другой биографии Льва Троцкого («Лев Троцкий», 2012—2013 гг., в четырёх томах) — отмечали тот факт, что книга Волкогонова являлась (на 2012 год) единственной крупной по объёму работой о знаменитом революционере, написанной соотечественником. Они также признали её пользу для читателя, прежде всего, в связи с опубликованием новых архивных материалов, впервые предавшихся огласке из ранее засекреченных фондов (в книге присутствуют ссылки на более чем 600 архивных фондов, включая десятки донесений агента ГПУ—НКВД Марка Зборовского, внедрённого в ближайшее окружение Троцкого). Однако, Фельштинский и Чернявский также констатировали, что автор зачастую противоречит сам себе, позволяет безответственные предположения и надуманные «альтернативные» ходы, включая, среди прочего, мысль о том, что Троцкий не остановился бы перед применением оружия массового уничтожения для разрушения империализма.
Многие обобщения и оценки, которые присутствуют в книге, настолько противоречат друг другу, что временами невольно спрашиваешь себя: одним ли автором она писалась?

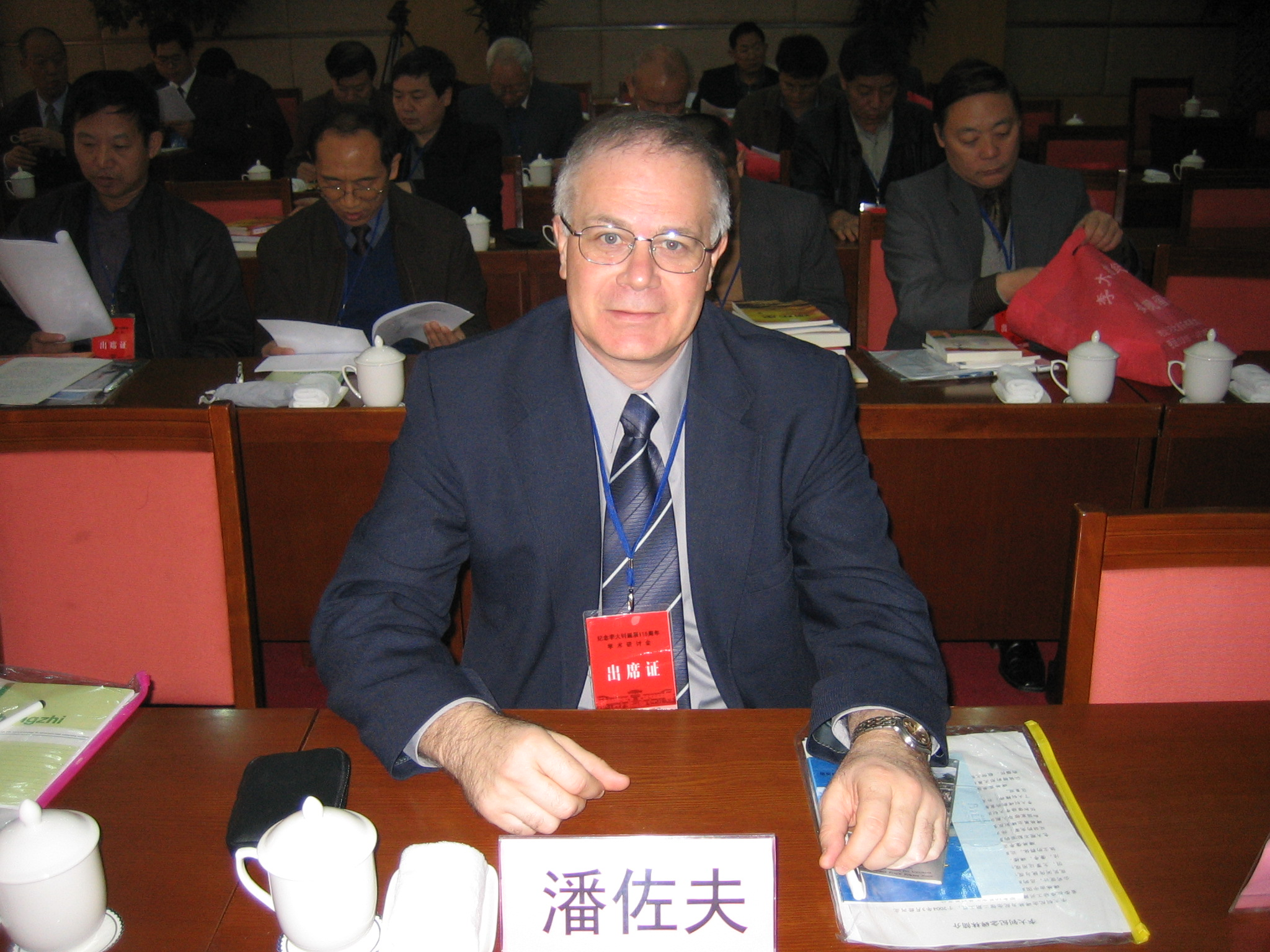
Александр Панцов в 2004 году

Кроме того, Фельштинский и Чернявский солидарны с мнением Александра Панцова и Александра Чечевишникова, опубликованном ещё в 1996 году: Волкогонов допускает огромное количество фактических ошибок и неточностей, которыми «пестрит буквально каждая страница его двухтомника». Особое недоумение порождают многочисленные искажения фамилий: к примеру, меньшевик Д. Ю. Далин именуется «Долиным», лидер лейбористской партии Ф. Сноуден — «Скоуден», перепутаны два Валентинова (Н. Валентинов и Г. Б. Валентинов).
Характерной чертой книги является использование автором ряда художественных и психологических приёмов: моделируются размышления Троцкого, описываются его ощущения и воспоминания. Эти особенности делают работу «более привлекательной для восприятия», но, одновременно, «размывают достоверность изложения». Кроме того, на ряде «секретных» (неопубликованных) документов из фонда В. И. Ленина в бывшем Центральном партийном архиве Волкогоновым «обнаружены» подчёркивания и приписки Владимира Ильича, не обнаруженные позже другими исследователями. В открытом письме на имя генерала Волкогонова отмечалось, что (по состоянию на 1994 год) никто не был в состоянии проверить точность целого ряда цитат и документальных публикаций, содержащихся в книге.
На международной конференции, прошедшей в Абердинском университете в 1990 году и посвященной переоценке наследия Троцкого, историк В. П. Булдаков иронически назвал самого Волкогонова «генерал-полковником философии», намекая тем самым на его воинское звание.
Сняв китель генерала от идеологии и надев заграничный пиджак борца с Единственно Верным Учением, Д. А. Волкогонов продолжает мыслить в марксистской парадигме
Книга Волкогонова была «встречена в штыки» как консерваторами, оставшимися верными «традиции ненавидеть Троцкого», так и немногими апологетами троцкизма в России. В частности, объемистое «критическое эссе», в котором подчёркивалась должность автора книги — заместителя начальника политуправления Советской Армии — было написано троцкистом Вадимом Роговиным. Отмечая в качестве достоинства книги «признание [в ней] интеллектуальной мощи Троцкого», Роговин в дальнейшем фокусируется на «исторических ошибках и предвзятых, грубо тенденциозных обобщениях» «официального историка ельцинского режима». «Враждебность» автора по отношению к своему герою отмечал и профессор Пол ЛеБланк.

### Критика английского перевода
В своём обзоре издания книги на английском, вышедшем в марте 1996 года в газете The New York Times, Ричард Пайпс в целом положительно отзывался о произведении Волкогонова — особенно, о второй части, впервые знакомившей читателя со многими советскими архивными документами, позволявшими лучше понять сталинскую позицию в конфликте с Троцким. Пайпс также отмечал, что Волкогонов, занимавший высокие посты в советской иерархии и ранее преданный коммунистической идее, предстал перед читателем его последних работ человеком, как бы «очнувшимся от гипнотического сна» — хотя и не до конца отвергнувшим коммунистические идеалы. После ознакомления с волкогоновским трудом, читатель начинал воспринимать Троцкого как человека, чья «непримиримая приверженность миражу мировой революции» и вера, что он был последним настоящим «большевиком-ленинцем», служили лишь психологической компенсацией за «мрачную» политическую неудачу.
|  | Волкогонов... был неизвестен на Западе до эпохи гласности, когда он стал крупным «внутрироссийским голосом», критически переоценивавшим всю историю Советского Союза. Траектория его интеллектуального и политического перерождения была примечательна: он начал начальником политического образования в советской армии (то есть пропаганды и идеологической обработки)... чтобы закончить свою жизнь в роли автора трех разрушительных в своей критике биографий отцов-основателей СССР (Ленина, Троцкого и Сталина). |

К недостаткам книги Пайпс относил ряд лакун в жизнеописании наркома: в частности, были пропущены важные части военной и политической карьеры Троцкого, связанные с обороной Петрограда в 1919 году и подавлением Кронштадтского восстания в 1921. Американский учёный также отмечал недостаточную структурированность произведения и наличие множества ссылок на закрытые архивы, недоступные для независимых исследователей. Сравнивая работу Волкогонова с «льстивой» трилогией Дойчера, Пайпс отдавал предпочтение первой из них как «создающей более реалистичный портрет» революционера и основанной на более широком архивном материале — обратного мнения придерживался журналист Дениел Сингер, считавший, что Исаака Дойчера и Дмитрия Волкогонова разделяет «огромная пропасть»: разрыв между «вдохновленным писателем» и «бездарным писакой» (англ. pedestrian scribbler), «халтурным социалистическим мыслителем, совсем недавно восхвалявшим Сталина». Объединял же биографии, написанные Дойчером и Волкогоновым почти с полувековой разницей, их общий фокус на Троцком как на политике и мыслителе — их малое внимание к социальным и семейным моментам в жизни наркома.
Сложная ситуация с секретными архивами, доступными только избранному кругу официальных лиц, обсуждалась и автором обзора книги, профессором Гарварда Марком Крамером. Несмотря на то, что Волкогонов занял пост главы комиссии по рассекречиванию советских архивов в промежуток времени между русским и английским изданиями книги, текст издания 1996 года не был существенно пополнен ссылками: причём речь шла о ключевых фактах и цитатах, оставшихся неподтвержденными источниками. Аналогичная ситуация сложилась и вокруг ленинской биографии Волкогонова: несмотря на прямое обещание автора сделать доступными всем заинтересованным лицам использованные архивы, этого так и не произошло. Несмотря на всё это, Крамер считал труд историка-генерала существенным вкладом в историографию Советской России.
С этим мнением согласился и профессор Колумбийского университета Роберт Легволд, назвавший книгу частью «выдающейся» трилогии и отметивший как «коррекцию лжи» о революционере, проведённую бывшим советским генералом Волкогоновым, так и ценные источники, добавленные автором — особенно, в части военной политики Троцкого времён Гражданской войны и противостояния со сталинским режимом 1930-х.
Французский профессор Пьер Бруэ в 2002 году отмечал изменение позиции советско-российских историков в отношении Троцкого, произошедшее после распада Советского Союза. В частности, опираясь на текст книги, Бруэ видел перемену в отображении роли Троцкого в событиях революции 1905 года и событий 1917; в то же время, описание периода противостояния со Сталиным, по мнению французского исследователя, всё ещё было подвержено существенному влиянию «партийной линии» 1930-х годов — в частности, идее о том, что жизнь граждан СССР в случае победы Троцкого над Сталиным была бы «тяжелее», поскольку у Троцкого не было программы построения социализма в отдельно взятой стране.
Профессор из Глазго Ян Тэтчер отнёсся к книге более скептично — задавая вопрос, что нового сказал Волкогонов в данной биографии, он обращал внимание на ряд значимых умолчаний: памфлет Троцкого «В защиту партии» даже не упоминался; отсутствовал сколь-либо серьёзный анализ работ бывшего наркома, посвящённых революции в Испании; написанное Троцким по поводу ситуации в Великобритании в 1920-е также было пропущено; как и остались необсуждёнными расхождения Троцкого с коллегами по партии по поводу событий в Китае. Волкогонов также проигнорировал ряд работ своих современников и соотечественников, посвящённых отдельным эпизодам жизни Льва Давидовича. Кроме того, Тэтчер выражал обоснованные сомнения, в том, что автор действительно ознакомился с теми многочисленными первоисточниками в архивах целого ряда стран, которые он приводил в своих книгах.
Сам подход Волкогонова, заключавшийся — по мнению Тэтчера — в поиске «виновного» в «трагедии» России в XX веке, вызвал у профессора вопросы и был назван им «телеологическим». Также шотландским исследователем было подвернуто критике приписывание наркому «ослеплённости» марксистской догматикой. Обобщая, Тэтчер назвал книгу Волкогонова «предвзятой» — аналогично рассуждал и другой британский исследователь, Пол Флеверс, который считал работу устаревшей, как будто написанной в 1950-е (во времена Холодной войны) и скорее характеризующей автора, нежели персонаж.
Отсутствие личной храбрости у Троцкого, описанное Волкогоновым с использованием ряда воспоминаний современников наркома, посещавших его знаменитый бронепоезд во времена Гражданской войны, было поставлено под сомнение более поздними исследователями, ссылавшимися на мнение других очевидцев событий тех лет.

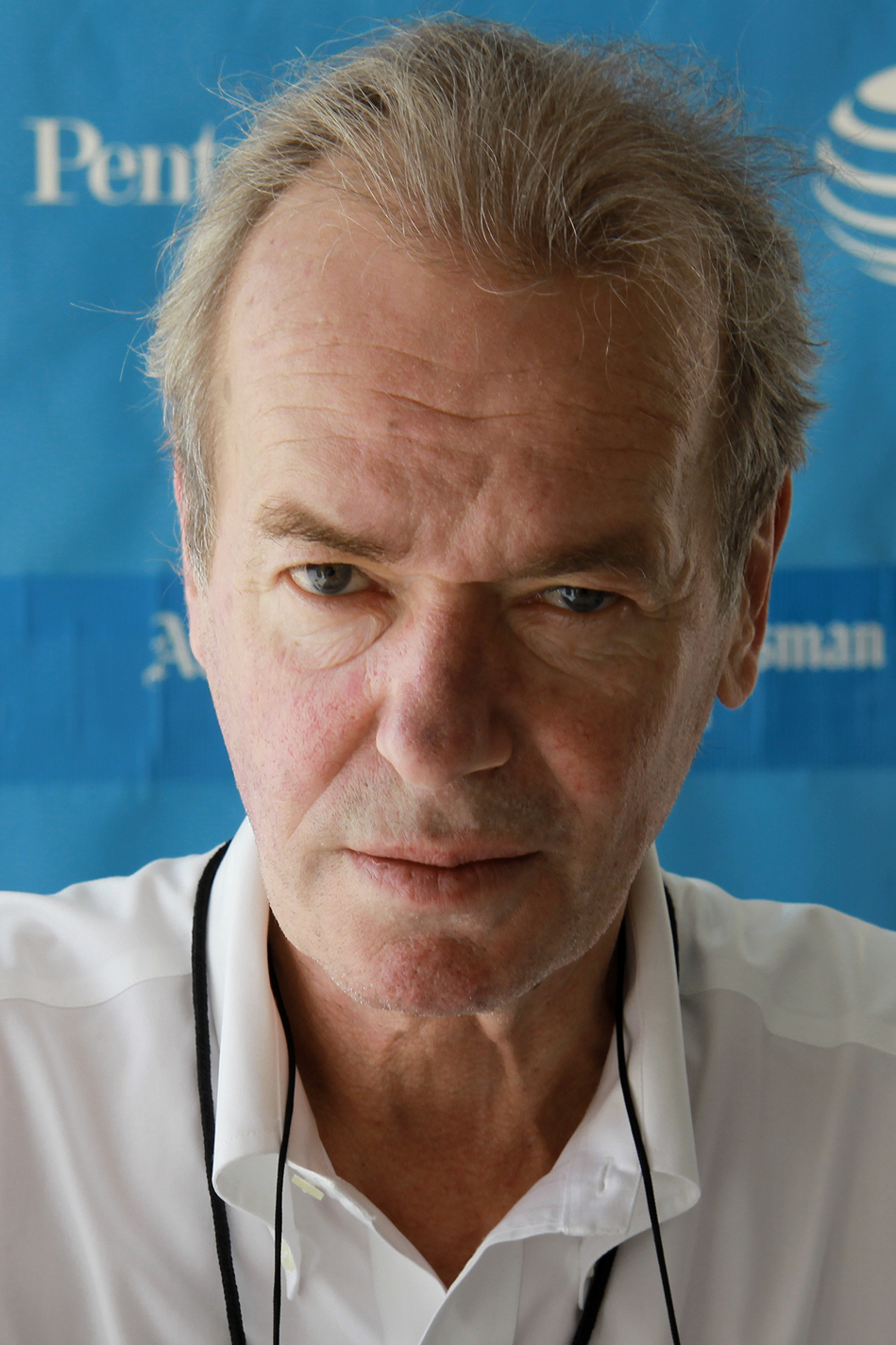
Мартин Эмис в 2014 году

## Влияние на другие работы
Английский писатель и критик Мартин Эмис, — автор книги «Koba the Dread: Laughter and the Twenty Million», утверждал, что составил своё суждение о личности Льва Троцкого, прочтя английский перевод «Политического портрета» — с другими биографиями революционера, в особенности с трилогией Дойчера, он знакомиться отказался.

## Переводы
В начале 1990-х годов книга была переведена на английский и немецкий языки: опубликована за пределами России под названиями «Троцкий: Вечный революционер» (англ. Trotsky: The Eternal Revolutionary) и «Троцкий, Янус революции» (нем. Trotzki, Das Janusgesicht der Revolution).
Англоязычный перевод «Троцкого» вышел последним из авторской серии книг о вождях СССР — уже после смерти генерала Волкогонова — и стал бестселлером. Перевод, выполненный британским историком Гарольдом Шукманом и охвативший три-четверти (по другим данным — половину) русской версии, сохранил — по мнению Ричарда Пайпса и Марка Крамера — всё ценное, что было в работе, опустив лишь ряд авторских повторений и отступлений, и заслужил похвалы американских исследователем. Кроме того в перевод были добавлены и свежие (для своего времени) документы, опубликованные после выхода оригинала: в частности, воспоминания Павла Судоплатова, участвовавшего в организации покушения на Троцкого, и ряд рассекреченных документов Коммунистической партии США.
Немецкий перевод, укороченный по сравнению с оригиналом почти вдвое — причём без уточнения данного факта для немецкоязычных читателей — появился уже в 1992 году в издательстве ECON. По мнению Роговина, некоторые из «грубейших фальсификаций» были сознательно пропущены издателями.

## Награды
Книга является второй частью трилогии «Вожди» («Сталин», «Троцкий», «Ленин»), за которую Волкогонов был удостоен (посмертно) Государственной премии Российской Федерации в области просветительской деятельности за 1995 год. В издании книги 1998 года не вполне точно утверждается, что автор получил премию за 1996 год и что премия была присуждена «в области литературы и искусства».